# 牧野儀成
牧野 儀成（まきの のりなり）は、江戸時代前期の旗本。成儀とも伝わる。通称は帯刀。官位は従五位下・美濃守、のちに越中守。石高5000石。

## 略歴
牧野康成の三男として誕生。
寛永5年（1628年）書院番となり、寛永18年（1641年）小姓組頭、寛永21年（1644年）書院番頭となる。遺領は没後、長男成長が3000石を継ぎ、二男成貞が2000石の分知をうけた。成長はやがて罪を得て絶家した。しかし成貞は、館林藩主徳川綱吉の家老となり知行3000石となり、綱吉が5代将軍に就任すると加増されて諸侯に列した。

## 系譜
- 父：牧野康成（1555-1610）
- 母：不詳
- 室：朝倉在重の娘
  - 次男：牧野成貞（1635-1712） - 母は朝倉宣正娘とも
- 生母不明の子女
  - 長男：牧野成長
  - 男子：牧野重成
  - 男子：牧野成次
  - 女子：松前泰広継室
  - 女子：永井正元室
  - 女子：筒井政勝室